# Сахалинская полёвка
Сахалинская полёвка (лат. Microtus sachalinensis) — вид грызунов рода серых полёвок. В 1955 году вид был описан  Б. Н. Васиным как обычный для Тымь-Поронайской низменности.

## Распространение
Вид встречается в долине реки Тымь, обычен на северо-восточном побережье Сахалина. Его поселения выявлены в Макаровском, Поронайском, Ногликском и Охинском районах. Наиболее многочисленные колонии полёвки отмечены на побережье озера Невское, заливов Терпения, Набильский, Пильтун, Байкал, Ныйво, Чайво, а также в долинах рек Эвай, Аскасай, Вал, Горомай, Оссой, Сабо. Малочисленные колонии полёвки обнаружены на полуострове Шмидта, на побережье залива Уркт в окрестностях города Оха.
Вид предпочитает селиться на влажных, или заболоченных вейниково-осоковых лугах, приморских лугах в сочетании с шиповником, по окраинам тундроподобных участков. В Тымь-Поронайской низменности высокая плотность зверьков регистрируется на верховых сфагновых болотах (по берегам и на островах). Для всех указанных местообитаний замечена приуроченность зверьков к солоноватым лагунам, или участкам пресных водоёмов, находящихся под влиянием морских приливов. Иногда полёвки встречаются и в несвойственных для вида биотопах — на суходольных лугах с ягодниками и в зарослях кедрового стланика. Единичные зверьки отмечены на территориях старых заброшенных посёлков.

## Численность
Численность полёвки в оптимальных местообитаниях летом и осенью в разные годы составляет 10-35 % попаданий. На отдельных участках она может достигать и более высокого уровня — до 60 %.

## Эпидемиологическое значение
Сахалинская полёвка является носителем возбудителей гемморрагической лихорадки с почечным синдромом, лептоспироза, пастереллёза, эризипелоида, кишечного иерсиниоза. Так, из найденных трупов и отловленных полёвок на островах Набильского залива и озера Невское, а также на побережье залива Пильтун и в нижнем течении реки Поронай изолированы штаммы бактерий пастереллёза и эризипелоида. Полёвки, добытые у озера Невское, оказались также носителями возбудителей кишечного иерсиниоза и лептоспироза.